# Lijn F (metro van New York)
De F Sixth Avenue Local of ook wel lijn F is een metrolijn die onderdeel is van de metro van New York. Op plattegronden, stationsborden en richtingfilms staat de lijn aangegeven in de kleur oranje  omdat de lijn een dienst is op de Sixth Avenue Line door Manhattan.
De F rijdt de hele dag van 179th Street in Jamaica, Queens naar Stillwell Avenue in Coney Island, via Queens Boulevard, 63rd Street, Sixth Avenue, en de Culver Line. De F stopt op elk station onderweg behalve het expressgedeelte in Queens tussen Forest Hills-71st Avenue en 21st Street-Queensbridge. De F is een van de vier lijnen die de hele dag een expressgedeelte bevatten (de anderen zijn , , en ).
 ·  ·  ·  ·  ·  ·  ·  ·  · 